# Bright Lights
《Bright Lights》는 2011년 6월에 발표된 디어 클라우드의 세 번째 정규 앨범이다.

## 수록곡
1. You're never gonna know
2. 널 위해서라고
3. 지금은 알지 못해도
4. 기억에 흩어지다(Marcescent)
5. 아직도 그대가 익숙해
6. 행운을 빌어줘
7. 작별
8. 이미 오래전 이야기
9. 스쳐간다
10. 현실 5분전